# Alex Tai
Alexander Mark Tai, mais conhecido como Alex Tai (Base da RAF, 22 de outubro de 1966), foi o chefe de equipe da Virgin Racing, antiga equipe de Fórmula 1 e, entre 2014 e 2018, foi o chefe de equipe da Virgin Racing, uma equipe que competiu na Fórmula E.

## Carreira
Alex Tai foi nomeado chefe de equipe da Virgin Racing no time de lançamento da futura equipe de Fórmula 1 em dezembro de 2009. Porém, menos de um mês depois ele deixou o cargo, dizendo que estava focado em "encontrar novas oportunidades e o desafio de começar novas empreendimentos.". Ele foi substituído por John Booth, que anteriormente era o diretor de esportes e um dos fundadores da Manor Motorsport.
Tai também liderou a equipe Virgin Racing Formula E Team desde a temporada inaugural da Fórmula E, em 2014–15, até o início de junho de 2018, quando ele renunciou ao cargo para "focar em suas outras atividades empresariais", de acordo com um comunicado da Virgin. No lugar de Tai, Sylvain Filippi foi promovido de diretor de tecnologia a diretor de operações para administrar a equipe de corrida e suas operações comerciais até o final da temporada de 2017–18.